# Usonia
Pour les articles homonymes, voir USA (homonymie).
Usonia (prononcé : /juːˈsoʊniə/ en anglais) de usona (d'après United States of North America, « États-Unis d'Amérique du Nord ») est une ancienne dénomination des États-Unis et de leurs habitants, pour différencier les habitants des États-Unis (désignés du néologisme Usonians), des autres habitants du continent américain. Inventé au XIXe siècle, ce terme n'est jamais rentré dans les usages.
« Usonia » ou Usonia homes ou « architecture usonienne » est également un style d'architecture vernaculaire et d'urbanisme moderne utopique organique des États-Unis, créé dans les années 1930 par le célèbre architecte américain Frank Lloyd Wright (1867-1959),.

## Étymologie et idéologie

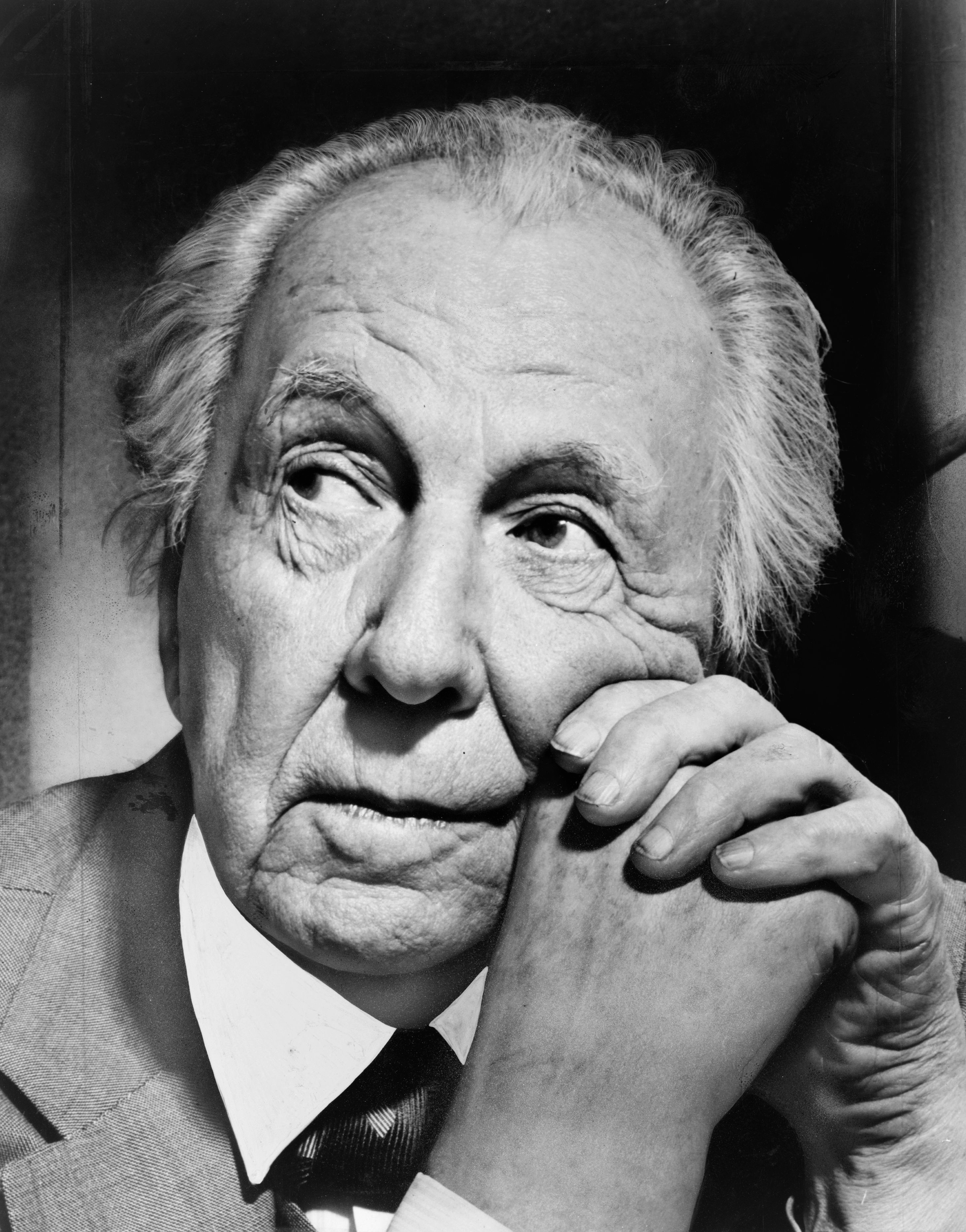
Frank Lloyd Wright, en 1954

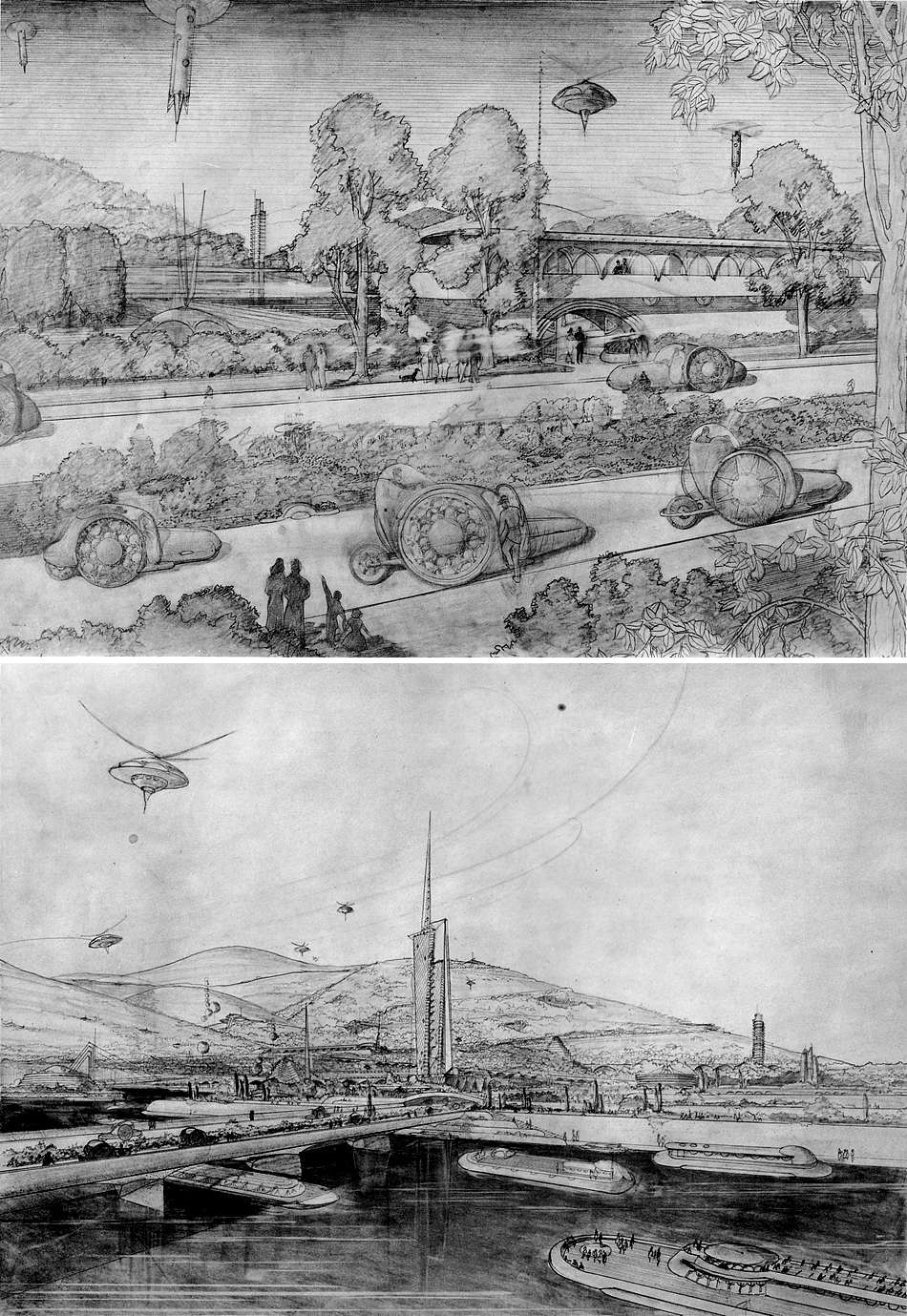
Croquis de projet d'étude visionnaire de la cité idéale organique utopique américaine Broadacre City, dans les années 1930

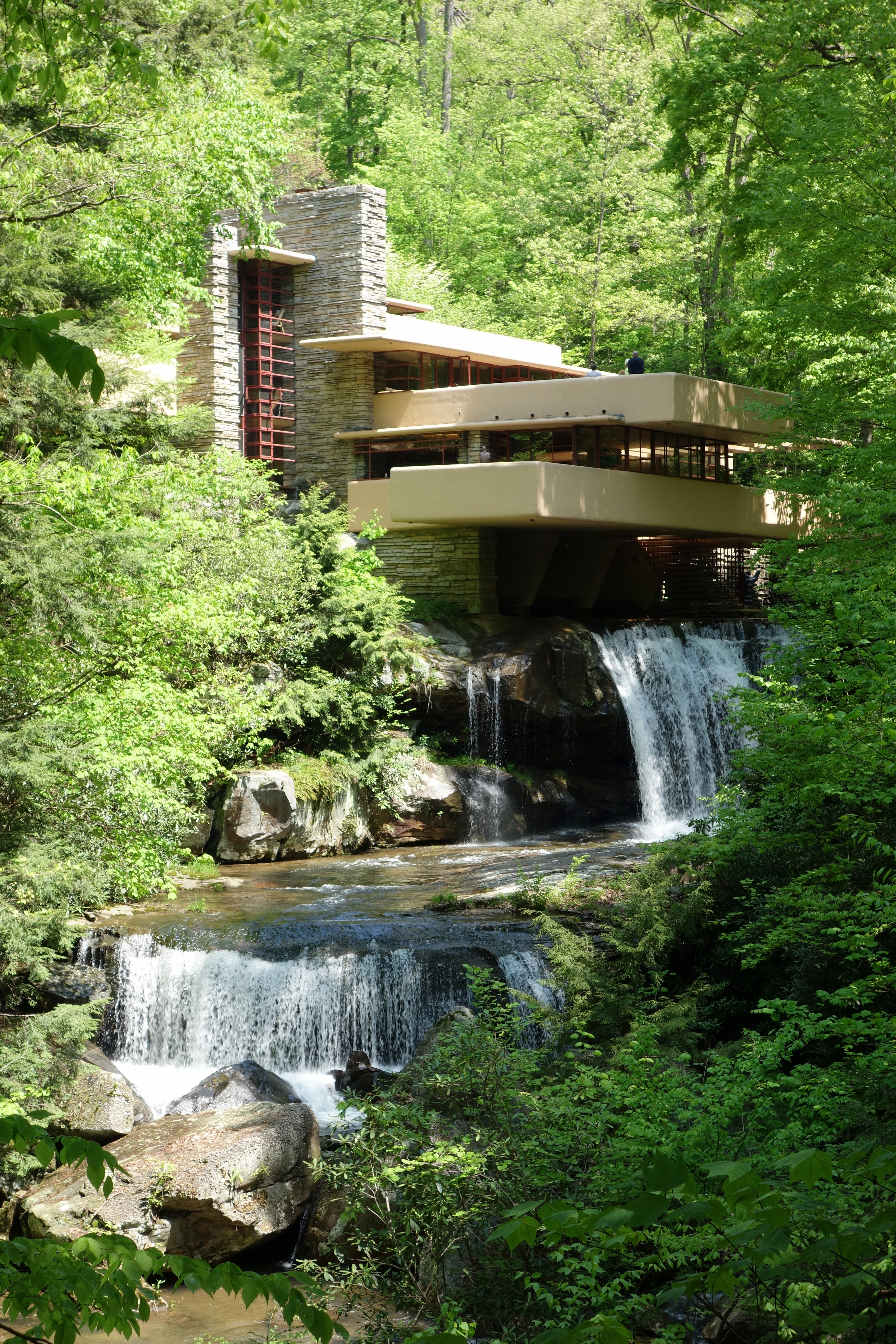
Maison sur la cascade de style Prairie School de Pennsylvanie (1935-1939)

Usonia est un néologisme, altération de l’acronyme « usona » signifiant United States of North America (ou en espéranto : Usono) attribuée par Frank Lloyd Wright à l'écrivain Samuel Butler. Wright cite en 1927 : 

« Mais la raison pour laquelle ce terme d’« Amérique » est devenu représentatif du nom de ces États-Unis ici et à l’étranger est perdue. Samuel Butler nous fournit un bon nom. Il nous a appelés Usoniens, et notre nation des États Unis, Usonia. »

— Frank Lloyd Wright on Architecture: Selected Writings 1894-1940, p. 100
L’écrivain américain James Law Duff, né en 1865, l’avait déjà utilisé en 1903, comme adjectif que les Américains pourraient utiliser en échange du terme générique « américain ». Dans son recueil Here and There in Two Hemispheres (« ici et là dans deux hémisphères ») de 1903, Law cite une de ses propres lettres du 18 juin 1903 qui commence par : « Nous aux États-Unis, pour rendre justice aux Canadiens et aux Mexicains, n’avons pas le droit d’utiliser le terme « Américains » pour se référer à des questions nous concernant exclusivement. » Il a également reconnu qu’un auteur avait proposé « Usona », mais qu’il préférait la forme « Usonia ».

## Architecture usonia de Frank Lloyd Wright

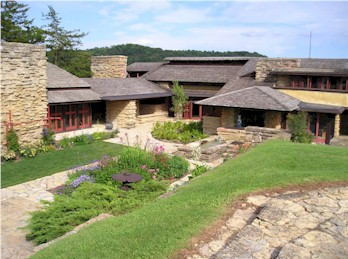
Cabinet d'architecte d'été Taliesin East du Wisconsin de Frank Lloyd Wright.

Frank Lloyd Wright nomme son style architectural « Usonia » ou « Usonian Homes » ou « architecture usonienne » (dans le sens de style architectural « américain de États-Unis ») pour exprimer sa vision architecturale visionnaire d'un modèle de vie moderne organique utopique vernaculaire traditionnel, intégré dans les paysages typiques des États-Unis (en particulier de la région Midwest où il vit). Il crée ce modèle architectural dans un contexte de crise économique de Grande Dépression des années 1930, années 1940, et d'après-guerre, qu'il donne à étudier aux élèves de son école d’architecture de ses villas Taliesin et Taliesin West, et qu'il applique et développe entre autres pour ses grands projets d'études de cité idéale utopique « Broadacre City » des années 1930, célèbre maison sur la cascade de Pennsylvanie (1935-1939), ou de district historique Usonia Historic District (en) de 47 maisons de l'État de New York (1946-1964), ainsi que pour la construction d'une série d'environ 60 villas familiales résidentielles « usonia » ,.

### Villa usonia ou usonienne
« Usonia » est particulièrement utilisé à ce jour pour identifier la période de l’œuvre architecturale de Wright allant de 1932 à la Seconde Guerre mondiale, et aux années 1950 d'après-guerre.

Quelques intérieurs usonia typiques de Frank Lloyd Wright
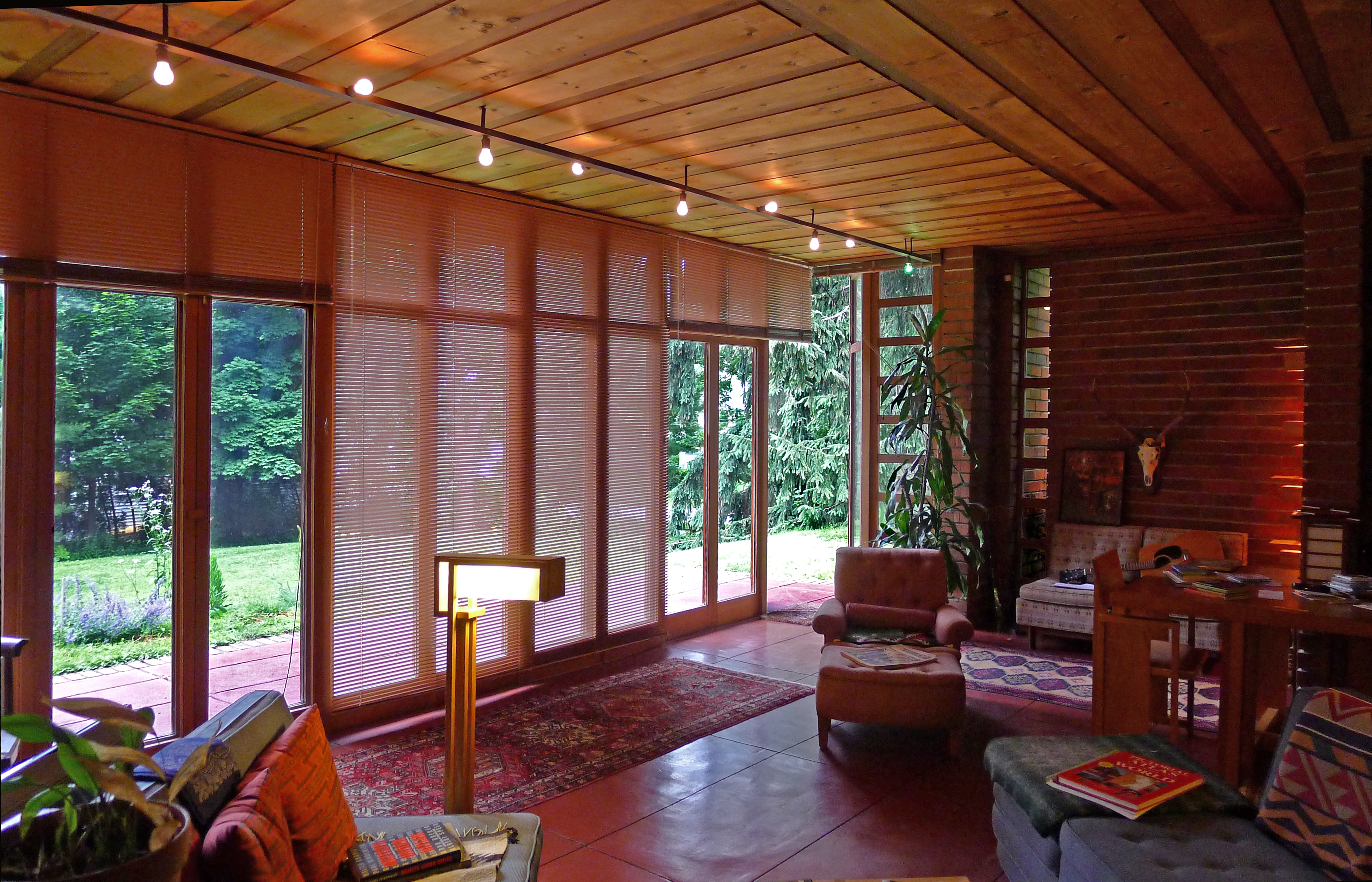
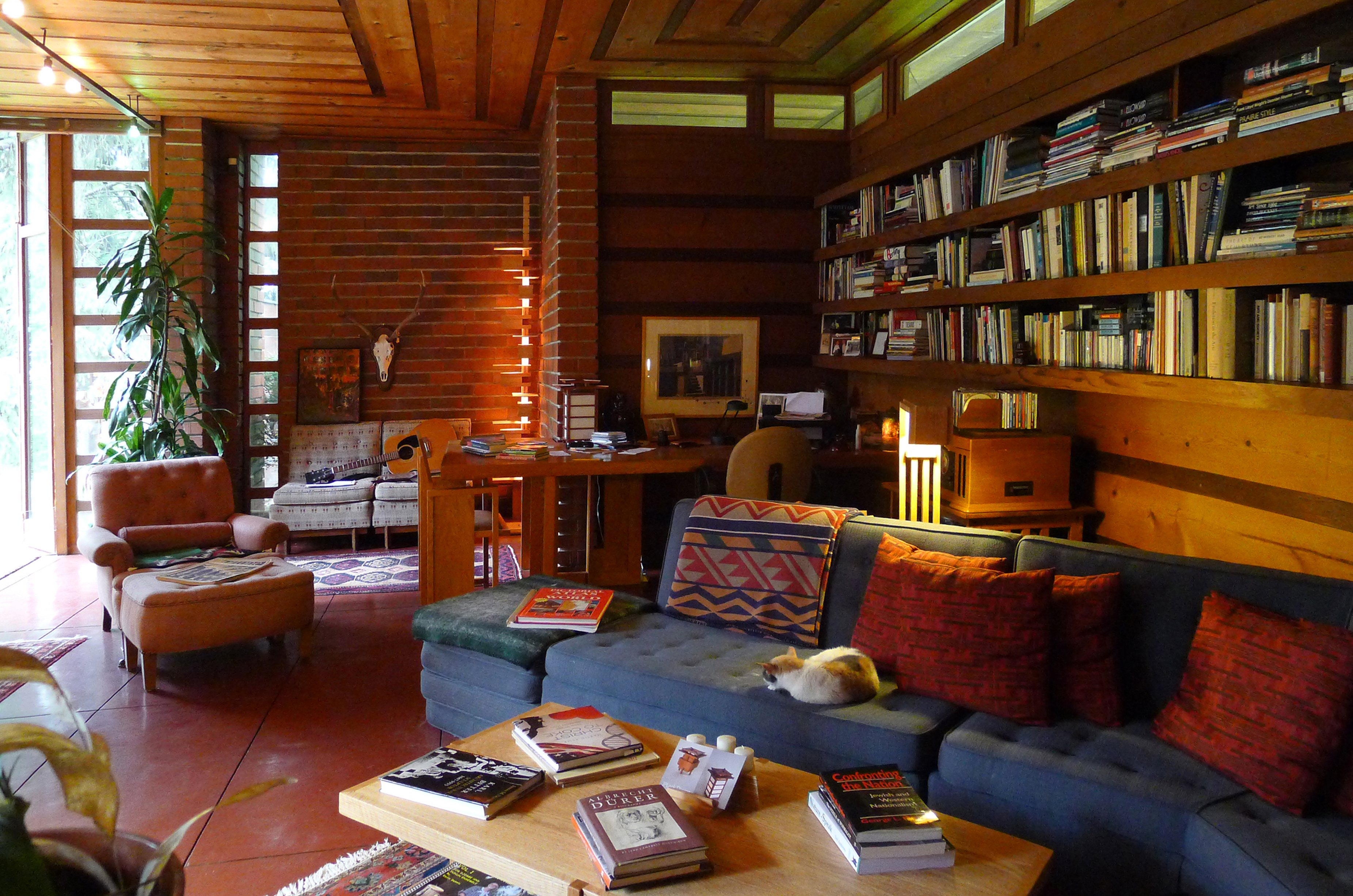
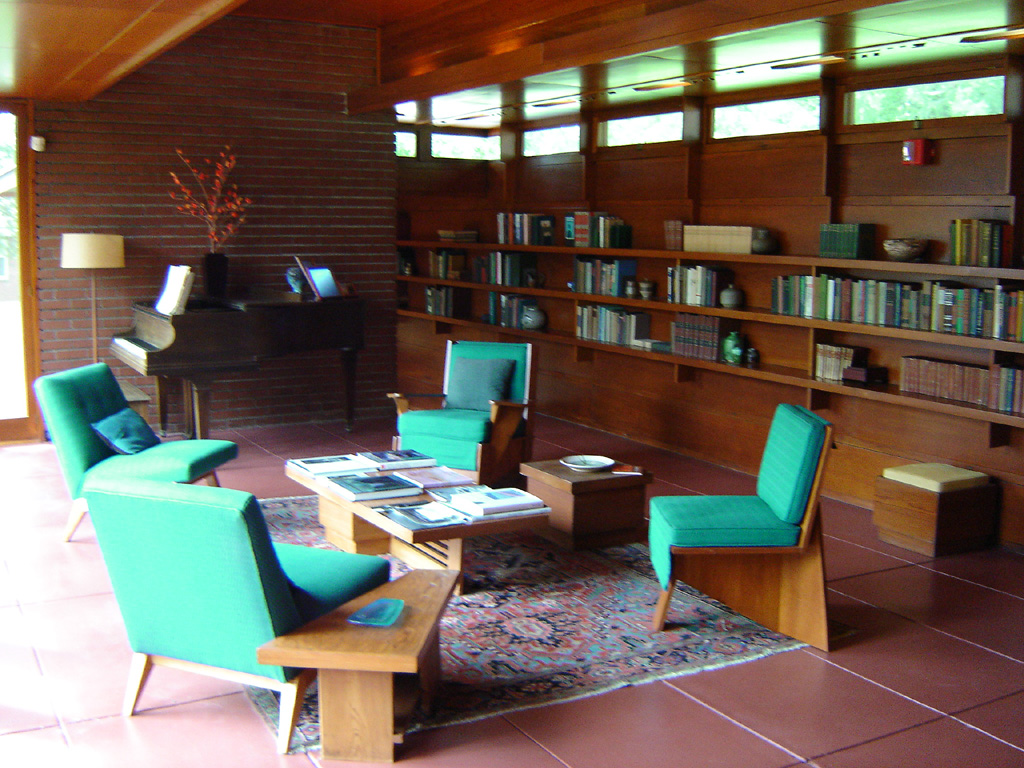

Inspiré entre autres de l'architecture moderne, de son précédent style Prairie School, de l'architecture organique, de Kings Road House (1922), ou de l'architecture californienne moderne, ce style se caractérise par des villas confortables à « budgets économiques optimisés », avec grands espaces de vie ouverts, design simple et lumineux, insérées dans des paysages arborés naturels américains (ou Usonian) bon marché, construites en matériaux locaux (béton, brique ou pierre apparente, panneau sandwich en bois préfabriqués, vitre…) avec espaces et nombreux meubles en boiserie contreplaqué intégrés optimisés, éclairage naturel par puits de lumière, façades en baies vitrées, et toit-terrasse avec de grands porte-à-faux (pour des solutions de climatisation et d'énergie solaire passive naturelles), plancher chauffant, carport, sans garage, ni sous-sols, ni grenier,…

Quelques modèles iconiques emblématiques de Frank Lloyd Wright
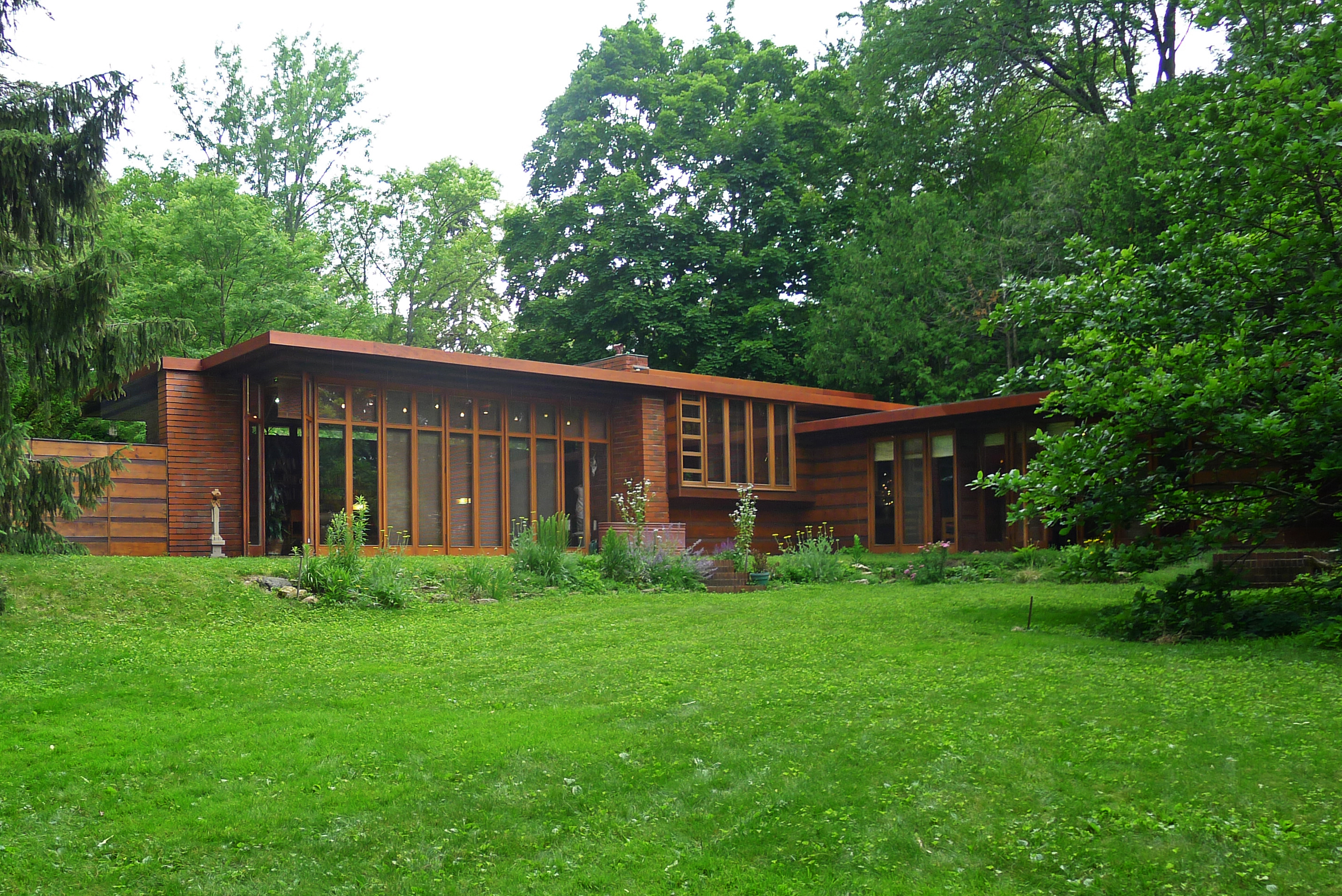
Jacobs I (Wisconsin, 1937)
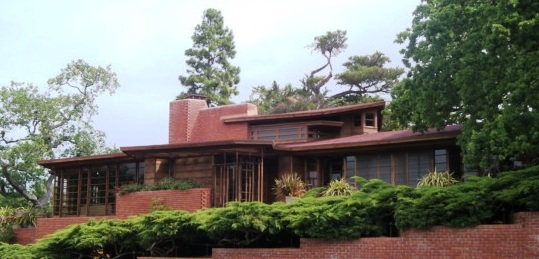
Villa Hanna-Honeycomb (Californie, 1937)
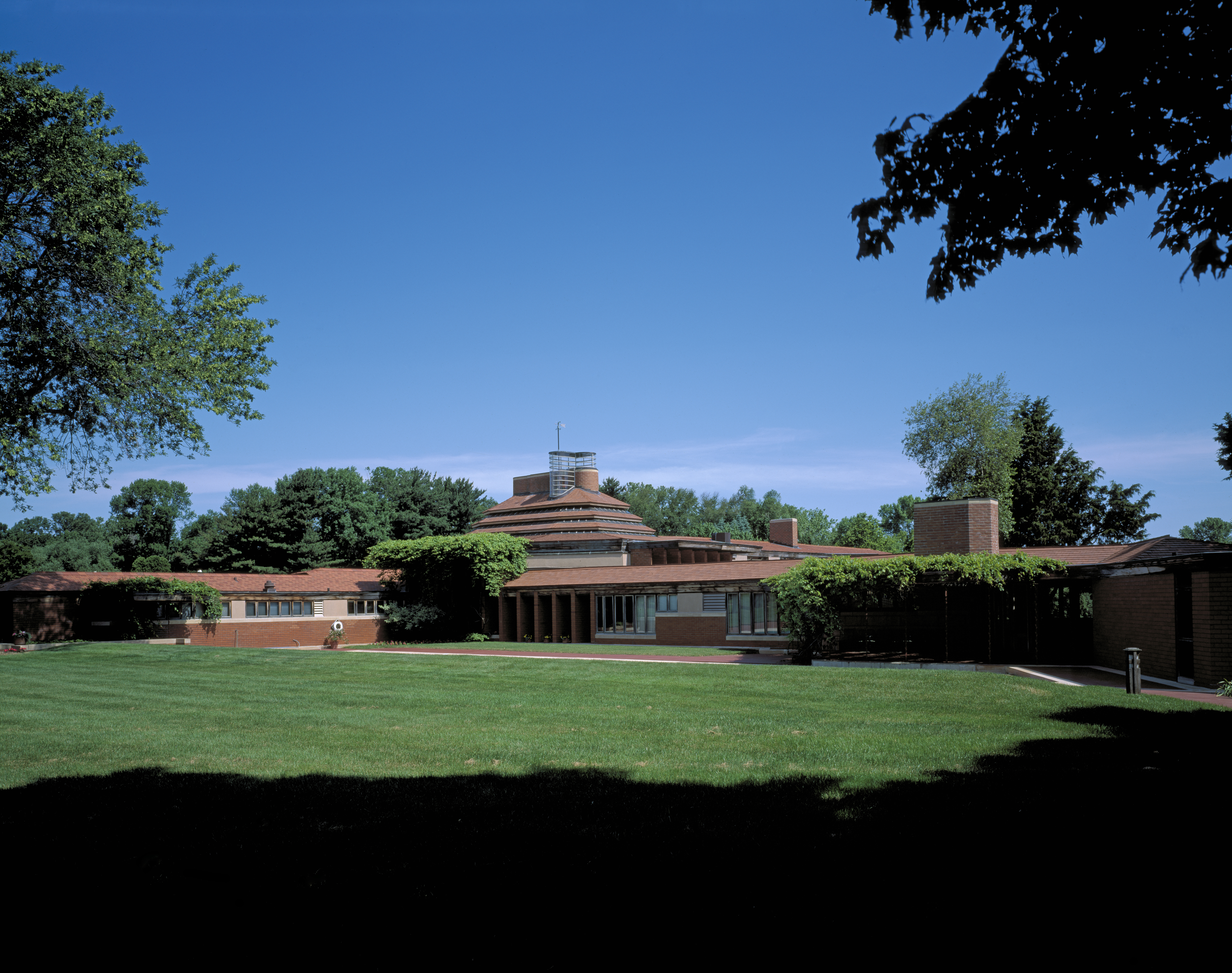
Maison Herbert Johnson (Wingspread) (Wisconsin, 1938)
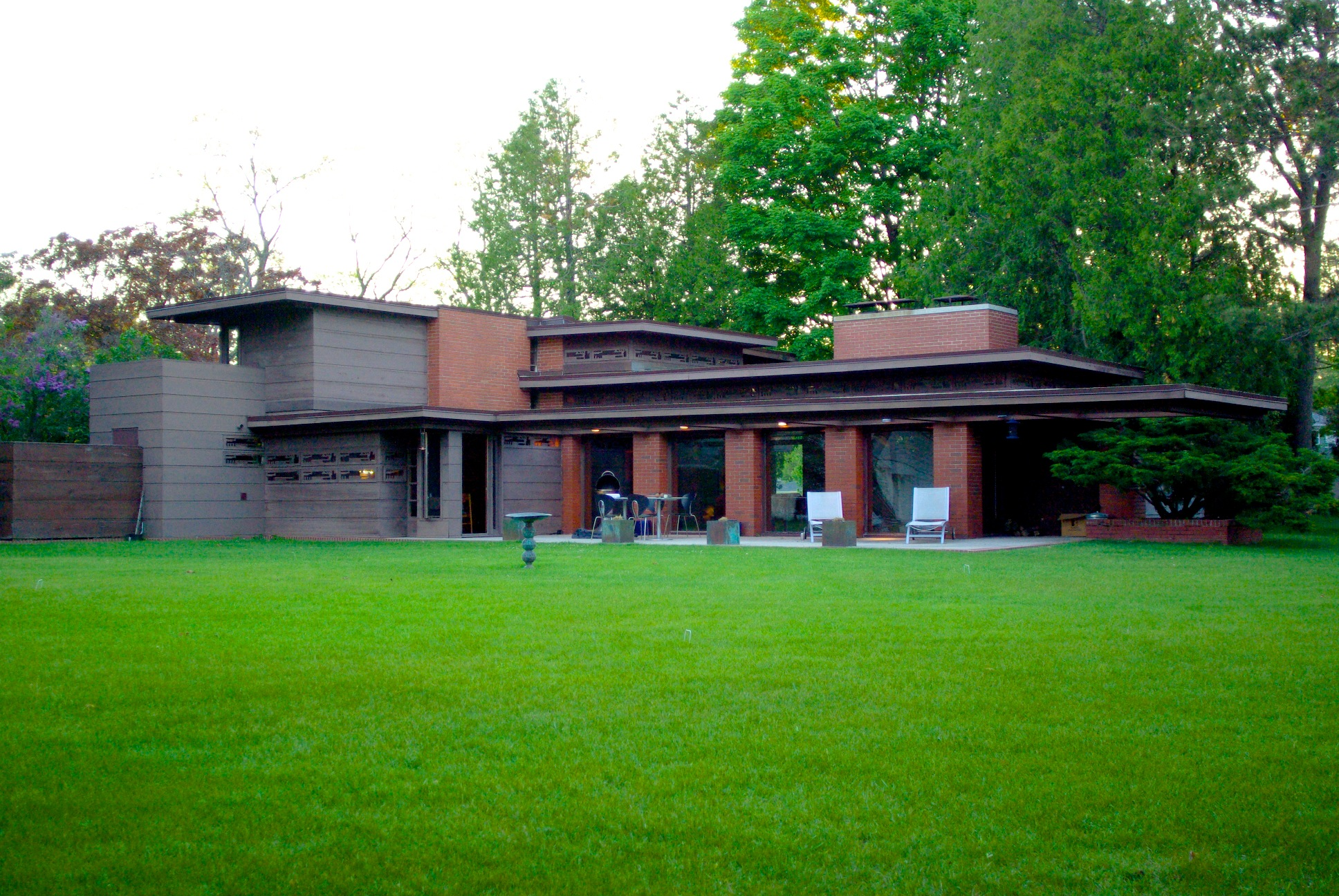
Bernard Schwartz House (Wisconsin, 1939)
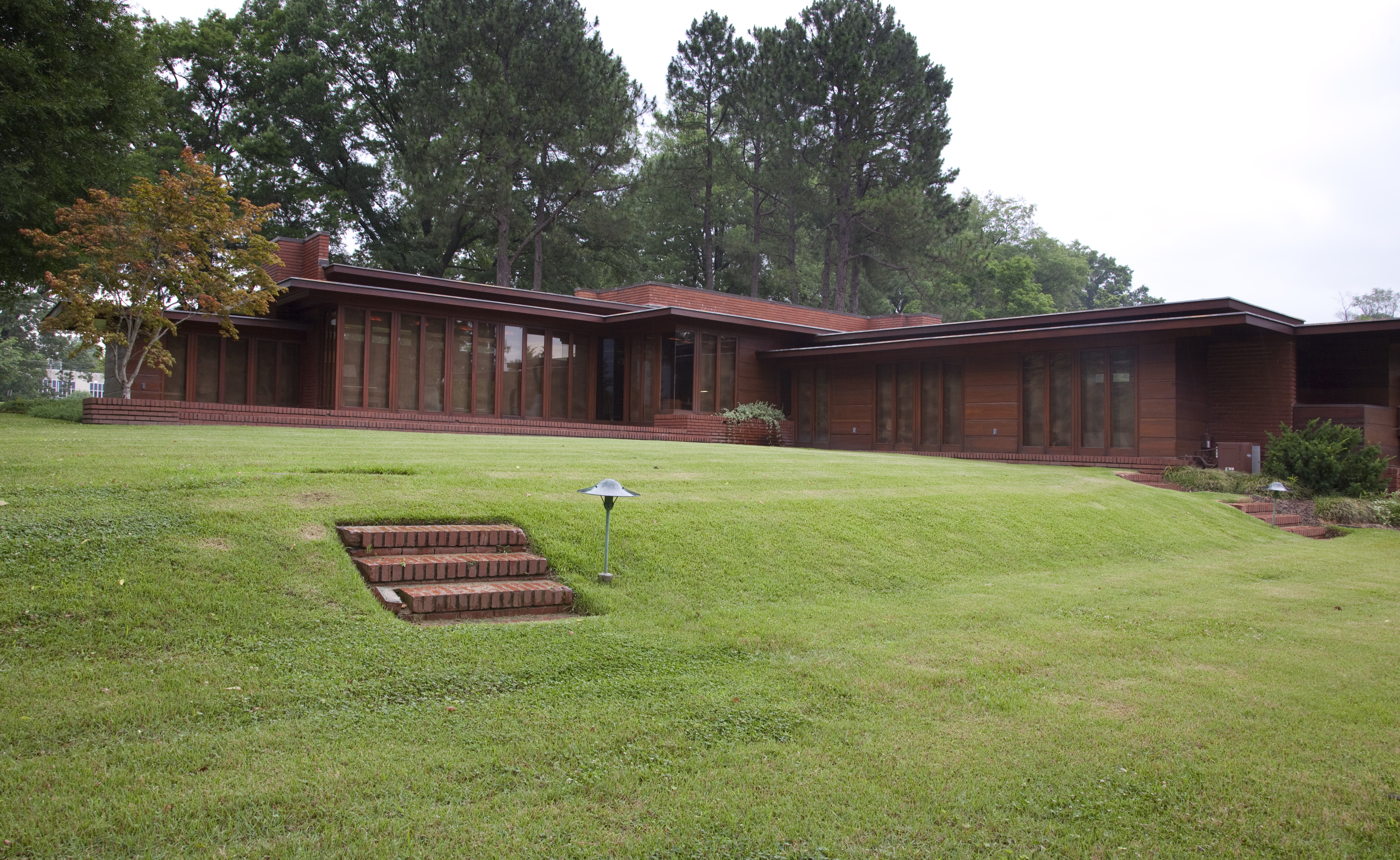
Rosenbaum House (Alabama, 1940)
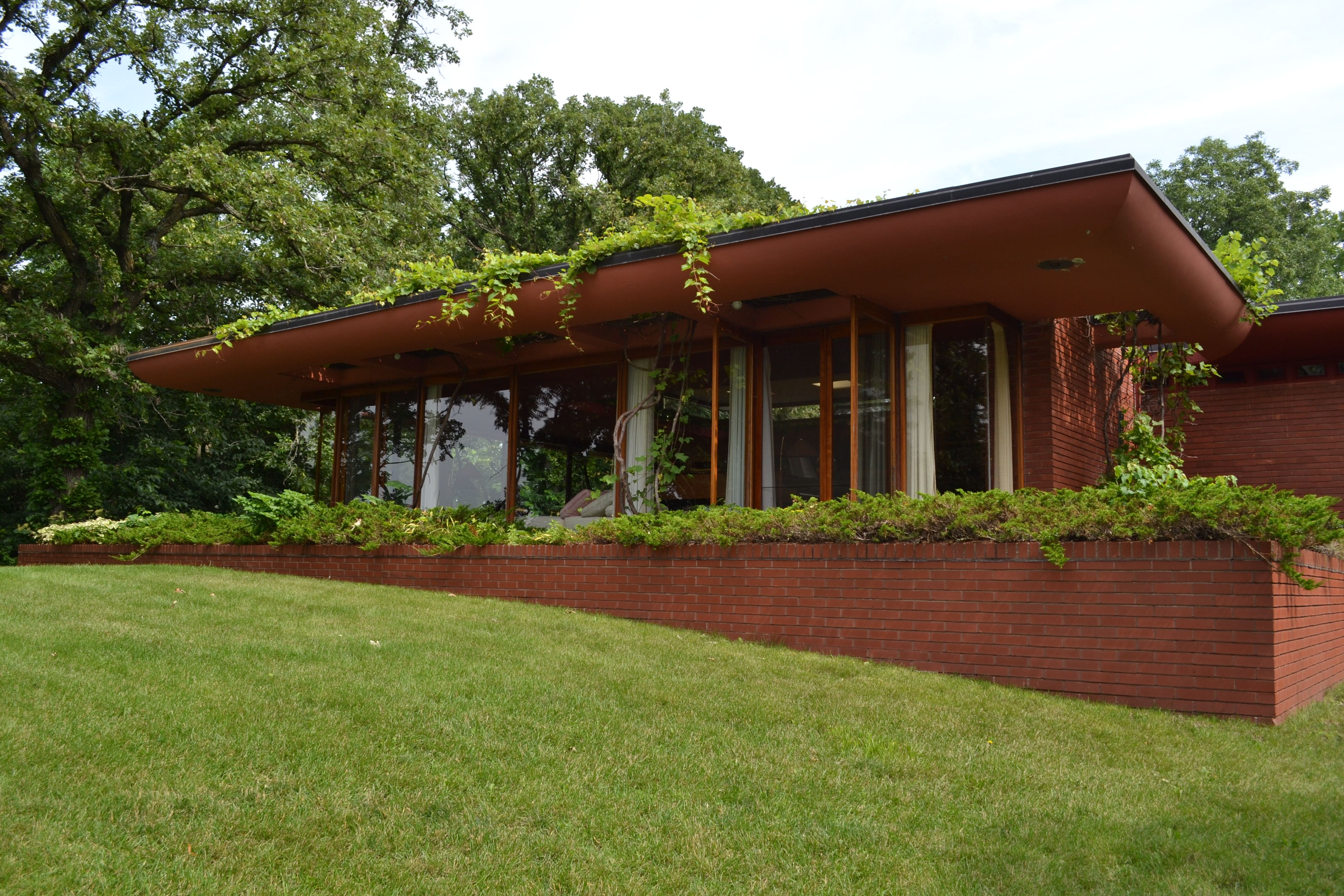
Cedar Rock State Park (Iowa, 1940)
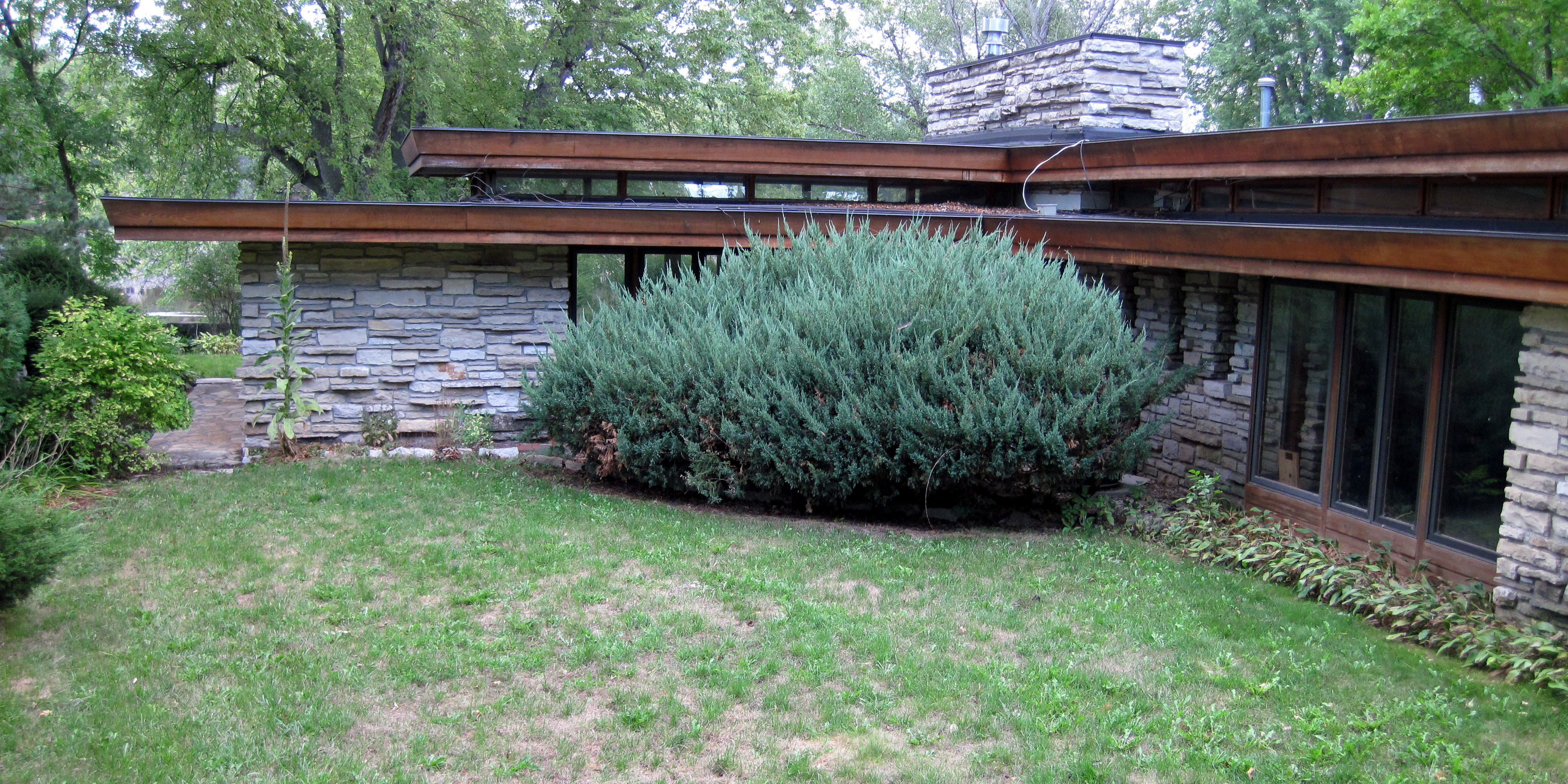
Alvin Miller House (Iowa, 1946)
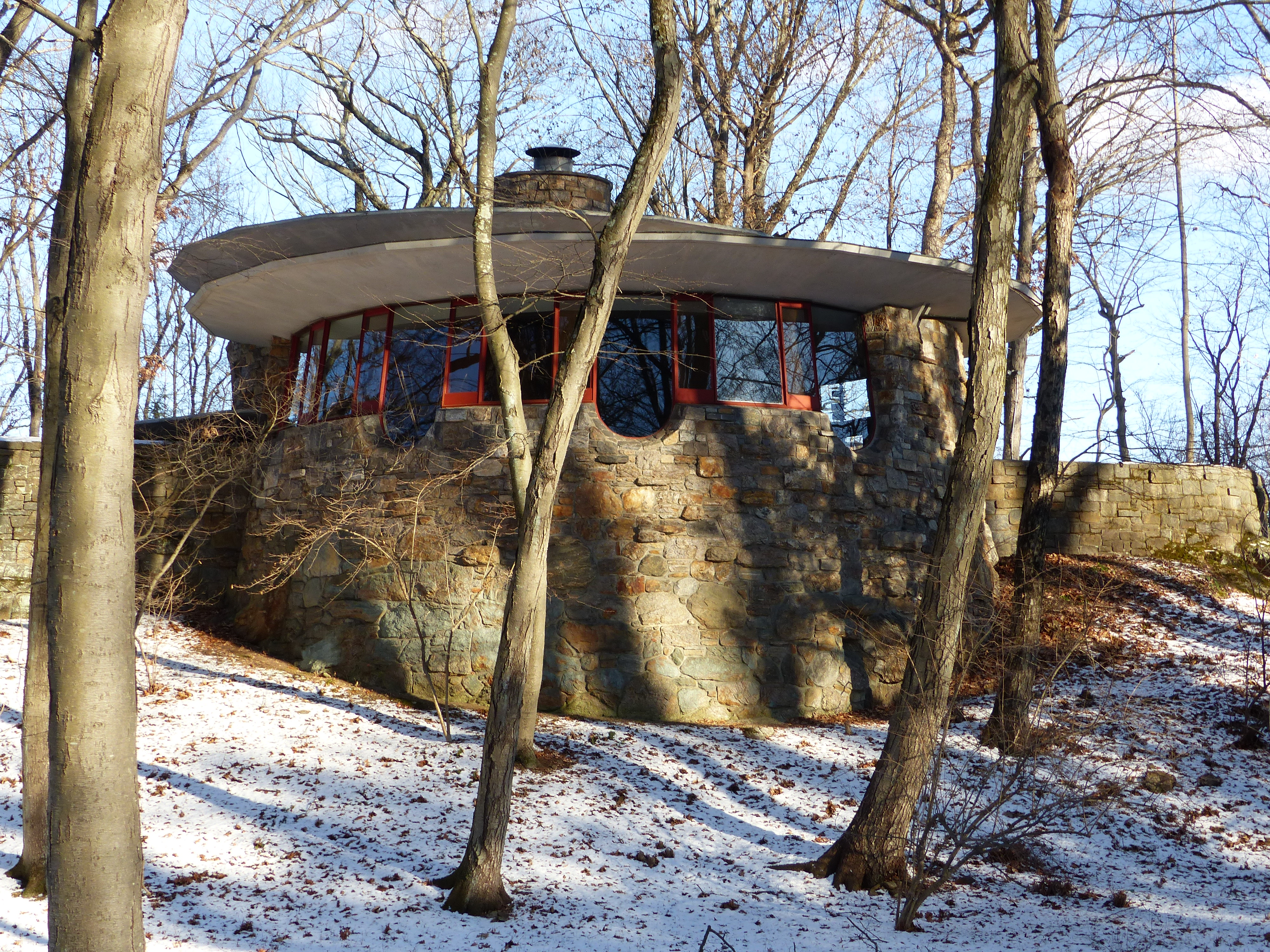
Sol Friedman House (1948) du Usonia Historic District (en) de l'État de New York
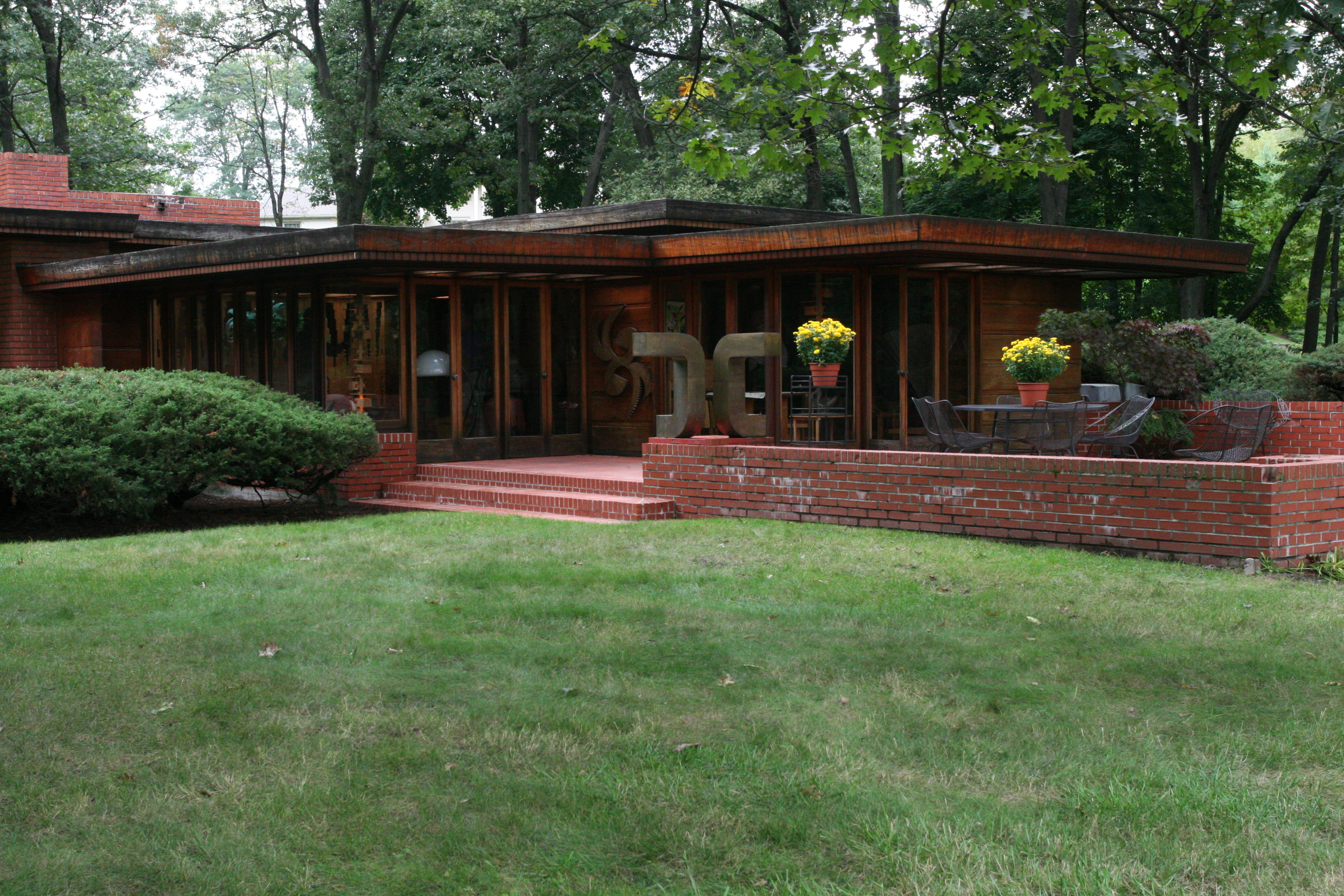
Villa Melvyn Maxwell et Sara Stein Smith (Michigan, 1949)
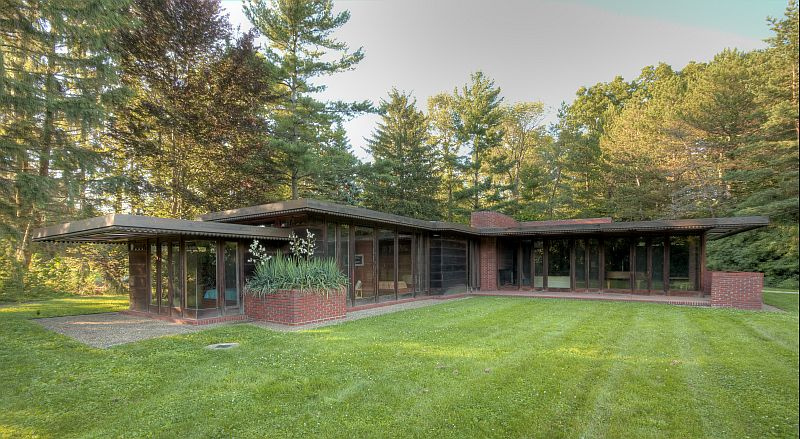
Villa Weltzheimer-Johnson (Ohio, 1949)
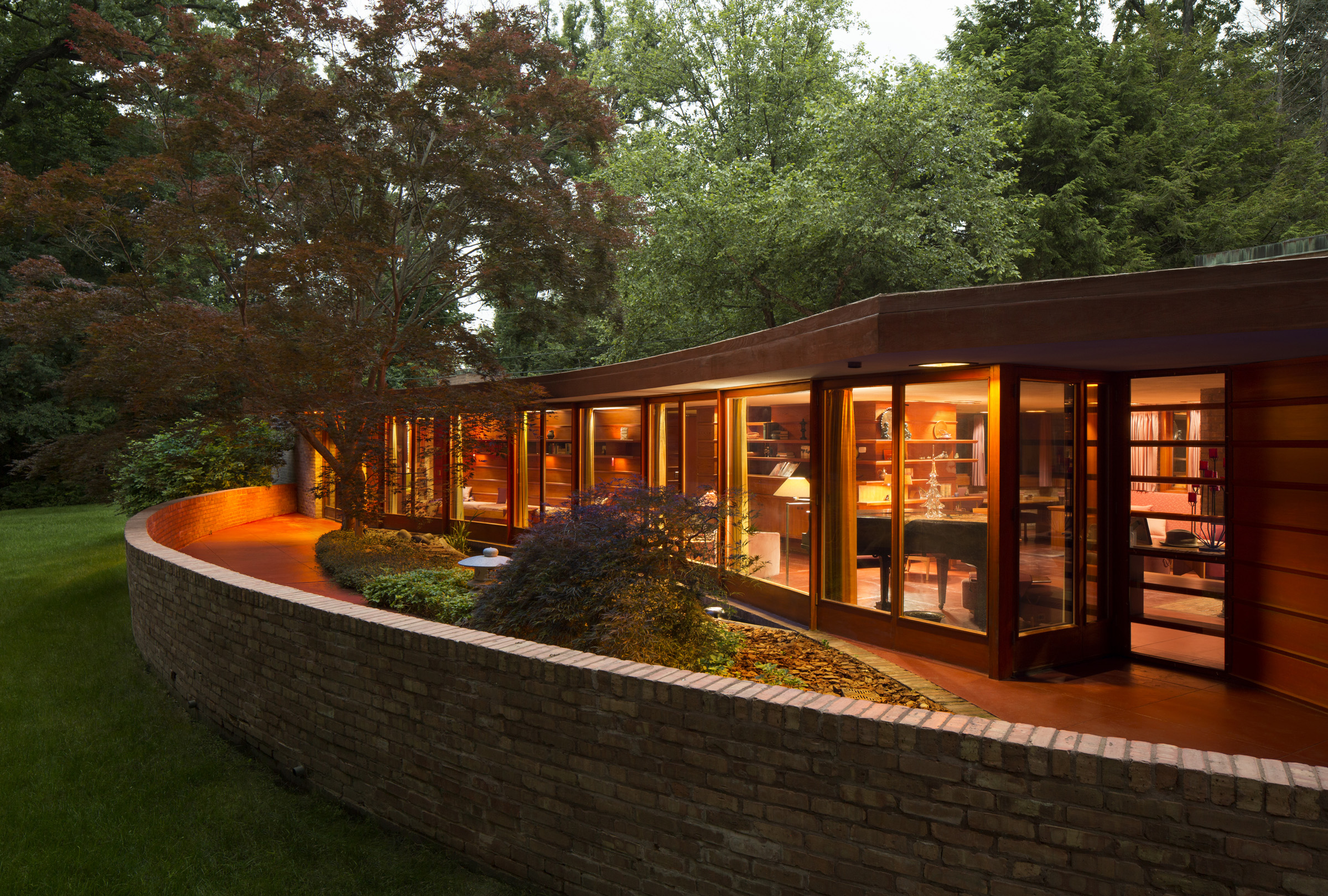
Laurent House (Illinois, 1951)
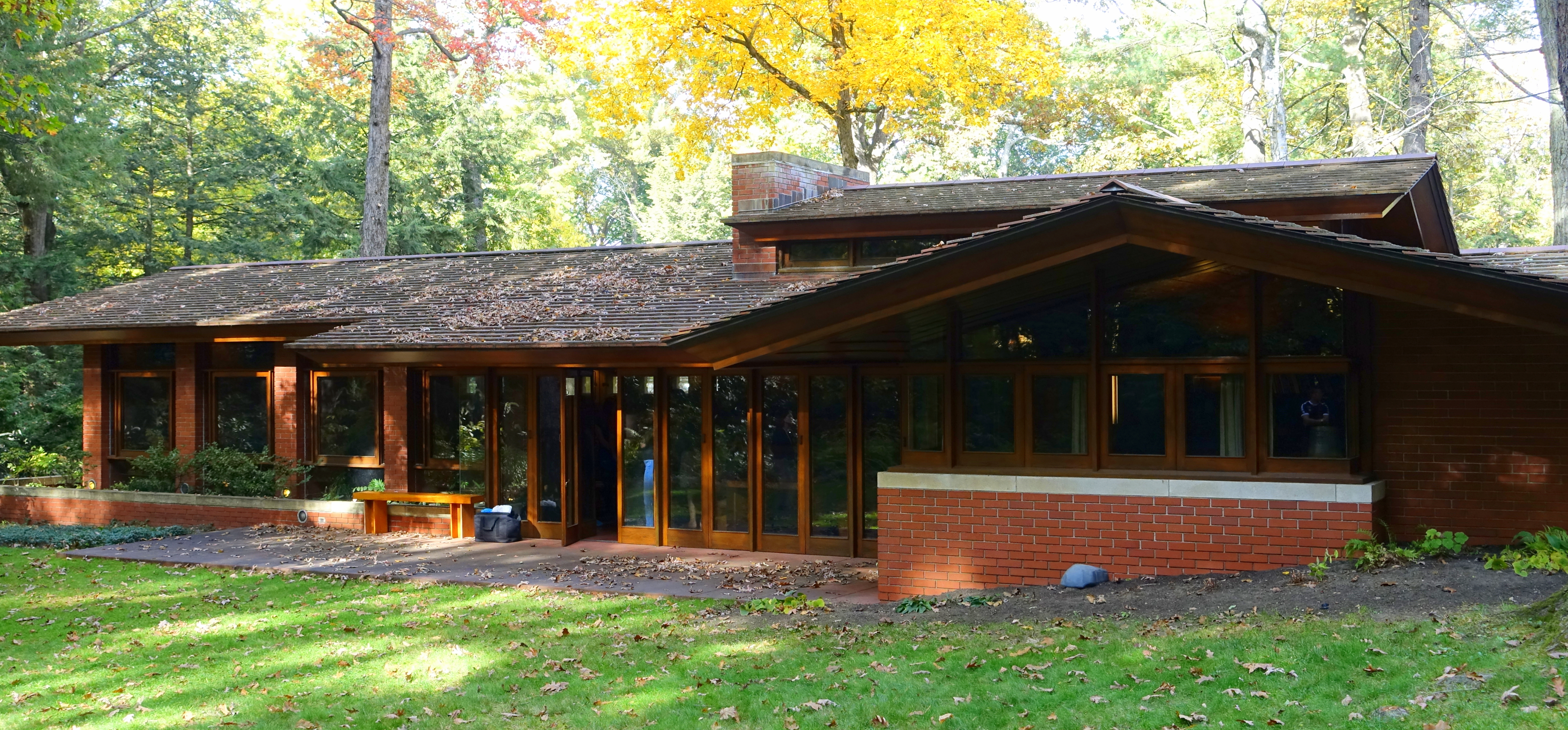
Zimmerman House (New Hampshire, 1951)

L'architecture organique est une des caractéristiques majeures de ces villas usonia, avec intégration, vue, et vie en symbiose avec la nature par de grands murs vitrés. Wright déclare : « Étudiez la nature, aimez la nature, restez proche de la nature. Cela ne vous décevra jamais. »  De nombreuses villas usonia (baptisées du nom des couples qui les ont fait construire) sont labellisées Registre national des lieux historiques des États-Unis. Le design usonien est considéré comme une des origines esthétiques du Ranch-style house (en) de l'Ouest américain des années 1950.